# بركة (بعلبك)
بركة  هي إحدى القرى اللبنانية من قرى قضاء بعلبك في محافظة بعلبك الهرمل.